# 黃油槍

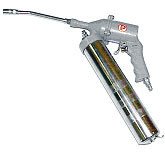
黃油槍

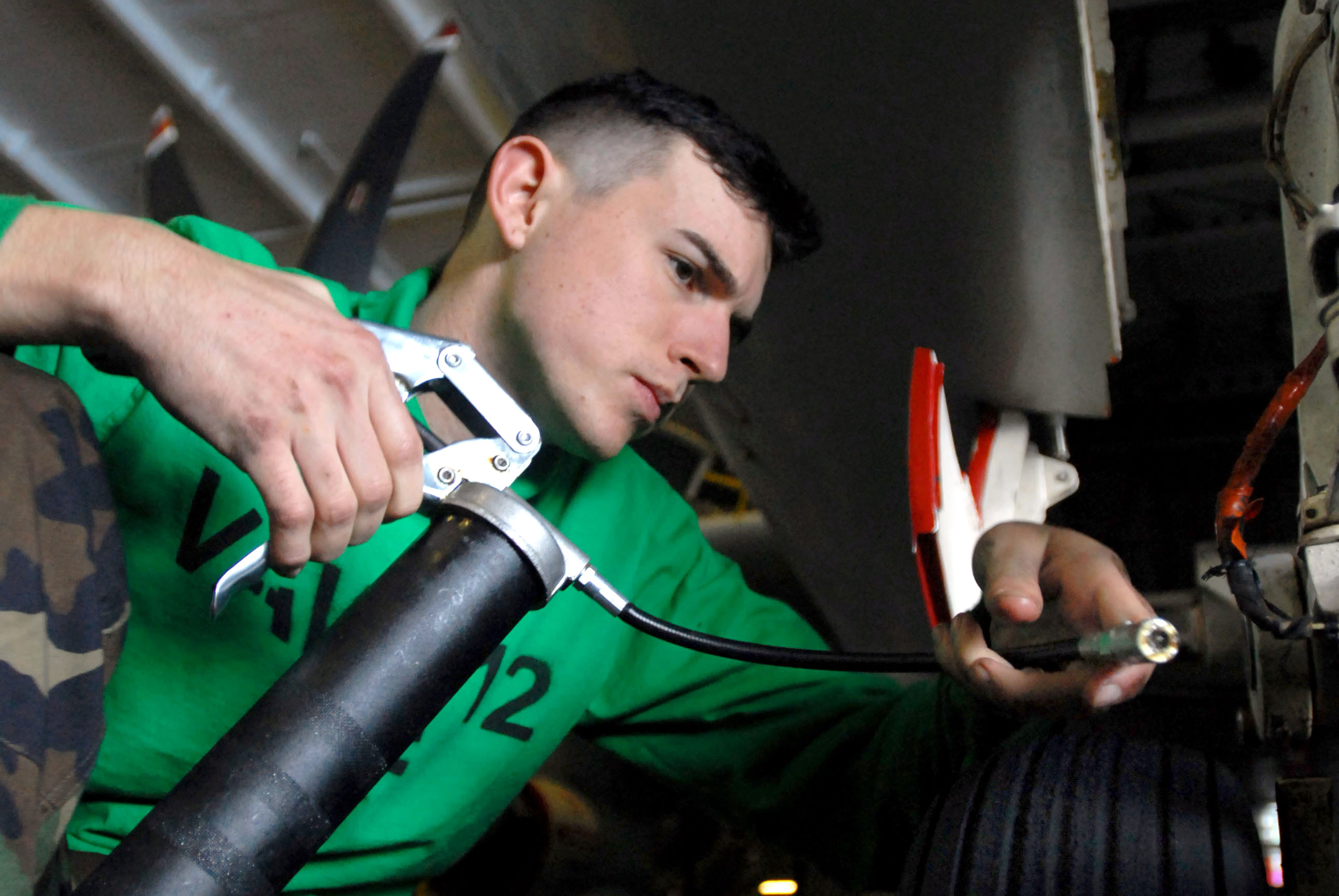
使用油槍進行潤滑

黃油槍（英文：grease gun），又稱牛油槍、油脂槍、注油槍、滑脂槍，是各種機器來潤滑的潤滑脂中使用時的注射（潤滑）工具。潤滑的潤滑脂槍的基礎上，設置在機器側油嘴在使用特壓接或接合。

## 歴史
機器零件的適度潤滑對於保持機器的使用壽命是必要的。20世紀初開發的油槍和油嘴現在被廣泛用作上油機的簡單方法。
亞瑟·古爾堡（Arthur Gulborg）是芝加哥一家小型壓鑄設備的共同所有者之子，每天多次的為壓鑄機油杯加油，1916年，他發明黃油槍油嘴。他的油槍是一種螺旋式油槍，金屬軟管端部有特殊連接，亞瑟和他的父親命名為“阿萊米特高壓潤滑系統”油槍。
1918年，亞瑟將這項發明帶到美國陸軍，並於當年7月10日由卡車進行測試而被採納為標準設備。到1922年，Alemite推出了油嘴系統，使其可以在許多行業中使用，特別是用於堅固的上油系統。小型油嘴系統被用來給摩托車打油；而巨型版的油嘴廣泛用於各行各業，包括重型建築設備。
油槍已經傳播給廣大市民，大部分汽車潤滑已經由車主進行了。俄亥俄州克利夫蘭的Allyne-Zerk於1924年由Alemite購買，並向Alemite的陣容中添加了Zerk潤滑器和手動油槍的類型。
在1930年，Alemite推出了一款新的液壓配件。目前的液壓配件非常類似於原始版本，並且是世界上最受歡迎的油脂應用系統。

## 類型
有三種類型的油槍：
- 手動供油有扳機機構：通過手動啟動槍的觸發器機構的反壓力從孔中強制潤滑脂，其對潤滑劑後面的彈簧機構施加壓力，從而迫使潤滑脂通過孔。
- 手動供油沒有扳機機構：油脂被壓製成的背壓，通過推動油槍的屁股將活塞滑過工具主體，泵送油脂離開黃油槍進入機器。
- 氣動：壓縮空氣通過軟管被引導到槍上，空氣壓力用於迫使潤滑脂通過孔。Russell Gray是空氣動力油槍的發明者，基於本發明創立了Graco。[6]

油槍裝有任何各種類型的潤滑劑，但通常使用較厚較重的潤滑脂。
第二次世界大戰M3衝鋒槍的綽號，這與現代手動油槍相似。

## 使用方法
要向油槍上加油脂，鬆開油管和主體，將油管的尖端推入油脂並拉動手柄，將油脂吸入油缸。在黃油罐（潤滑脂包含在波紋管狀軟樹脂管中）的情況下，取下蓋子並將黃油罐放入主體內。
在直型油槍的情況下，通過將噴嘴直接按壓在油嘴上然後按手柄將潤滑脂注入油嘴。小心，如果未正確安裝潤滑脂可能會洩漏。
由於卡盤式潤滑蓋是一個夾緊油嘴頭部的系統，所以不會出現這種安裝錯誤。

### 引用
1. ↑  . 樂詞網. 國家教育研究院.   [2025-07-30] （中文（臺灣））.
2. ↑  US PAT.No.D53122
3. ↑  US PAT.No.1366381[]
4. ↑  .   [2017-10-23]. （原始内容存档于2015-09-11）.
5. ↑  .   [2017-10-23]. （原始内容存档于2012-05-15）.
6. ↑  Patrick Dever. . clickthrough. 2015  [15 September 2016]. （原始内容存档于2021-03-05）.
7. ↑  Ingram, Mike. . Zenith Imprint. 2001: 85. ISBN 0760310149.

### 書目
- 『作業工具のツカイカタ』株式会社大河出版、2002年13版発行、158-159頁
- 日本工業規格「グリースガン」JIS 9808-1991 （页面存档备份，存于）
- Machinery Lubrication March 2002 Grease Guns - Learning the Basics

## 外部連結
- ALEMITE社ホームページ （页面存档备份，存于）
- PRESSOL社ホームページ